# 希科里勒韋 (喬治亞州)
希科里勒韋（英語：Hickory Level）是位於美國喬治亞州卡洛爾縣的一個非建制地區。該地的面積和人口皆未知。

## 地理
希科里勒韋的座標為33°41′06″N 85°03′45″W / 33.68500°N 85.06250°W，而該地的平均海拔高度為328米（即1076英尺）。